# 奥桑埃昂格莱 (上比利牛斯省)
奥桑埃昂格莱（法語：Ossun-ez-Angles）是法国上比利牛斯省的一个市镇，属于阿尔热莱加佐斯区（Argelès-Gazost）卢尔代东县（Lourdes-Est）。该市镇总面积2.14平方公里，2009年时的人口为39人。

## 人口
奥桑埃昂格莱人口变化图示